# 海山增二
海山增二（μ Vel / 船帆座μ）是南天星座船帆座的一个双星系统。两星以半长轴1.437角秒，轨道周期116.24年相互绕行。该双星合并视星等2.69，肉眼可以轻易看见。根据视差测量，估计这个系统的距离是117光年。该系统年龄大约3.6亿年。
主星是恒星分类G5III的巨星，视星等2.73。它有107倍太阳光度，13.5太阳半径，2.7太阳质量。在1998年，极紫外探测器观测到很强的闪焰释放出将近等于整个恒星输出的X射线。
较暗的伴星，船帆座μB，是一个恒星分类G2V的主序星，视星等6.0。然而这个分类存在疑问，进一步的分析显示该星可能实际上是F4V或F5V的分类，质量大约是太阳1.3倍。这种恒星通常不会有很明显的磁场活动。